# Banteer
Banteer (iriska: Bántir) är en ort i republiken Irland.   Den ligger i grevskapet County Cork och provinsen Munster, i den sydvästra delen av landet, 220 km sydväst om huvudstaden Dublin. Banteer ligger 81 meter över havet och antalet invånare är 323.
Terrängen runt Banteer är platt åt nordväst, men åt sydost är den kuperad.Runt Banteer är det glesbefolkat, med 8 invånare per kvadratkilometer. Närmaste större samhälle är Mallow, 17,7 km öster om Banteer. Trakten runt Banteer består i huvudsak av gräsmarker.